# Sieges Even
Sieges Even war eine 1986 in München gegründete Progressive-Metal-Band. Deren Sänger wechselte häufig. Die einzige Konstante bildete das Rhythmusgespann der Brüder Alex und Oliver Holzwarth. Vergleichsweise hochkomplexe und detailliert ausgearbeitete Arrangements blieben das Markenzeichen, obwohl die Alben untereinander eine hohe stilistische Variation aufweisen.

## Bandgeschichte

### Gründung und Steffens Ausstieg
1982 formierte sich in München eine auf Power Metal ausgerichtete Band namens Sodom. Nicht der alleinige, aber der Hauptmotor für die Gründung war die gemeinsame Faszination für die musikalisch wie optisch ausdrucksstarke Darbietung von Kiss und Iron Maiden und allem, was sich in dieser Zeit im Heavy Metal gerade entwickelte. Die Anfangszeit war, wie bei im Entstehen befindlichen Bands üblich, von häufigen Besetzungswechseln geprägt. Die Gruppe kam über das Vorlegen eines Demotapes nicht hinaus, denn aufgrund der Namensgleichheit mit der zur selben Zeit im Ruhrgebiet gegründeten Thrash-Metal-Band Sodom musste ein neuer Name gefunden werden. Es sollte ein origineller sein, vor allem – nach dieser Erfahrung – ein unverwechselbarer, einzigartiger. „Sieges Even“ heißt übersetzt etwa „Abend der Belagerung“, ist aber nicht wegen der Bedeutung gewählt worden, sondern wegen der „gewisse[n] Eleganz bezüglich der Aussprache“.
Die Besetzung, die im Herbst 1985 unter dem brandneuen Namenszug Sieges Even firmierte, bestand aus Franz Herde (Gesang), Markus Steffen (Gitarre), Markus Burchert (Gitarre), Oliver Holzwarth (Bass) und Alex Holzwarth (Schlagzeug). Außer Letzterem hatte bis dato keiner von ihnen auf ihr jeweiliges Instrument ausgerichteten Unterricht genossen. Das Demo der Autodidakten, das im Januar 1986 entstand und auch an Fanzines verschickt wurde, wo es durchweg weiterempfohlen wurde, enthielt wieder Power Metal („in der Tradition Metal Churchs“, wie Matthias Herr in seinem Heavy Metal Lexikon schreibt). Am nächsten Demo, Bootleg Kassette 1987, wirkte Burchert nicht mehr mit. Außerdem schlug sich das verbliebene Quartett auf die Seite des Progressive Metal, ohne Wohlwollen seitens der Metalmagazine und deren an Newcomern interessierter Leserschaft einzubüßen. Geradezu gegenteilig zu dieser Befürchtung fielen die Reaktionen aus: Die Magazine lobten weiterhin, rund 400 Kassettenkopien fanden ihre Abnehmer, und die Verwunderung darüber, dass sich die Plattenindustrie noch nicht für die Band interessiert hatte, nahm zu; teilweise wurde die Erklärung in der Extravaganz von Sieges Even gesehen. Mit gelegentlichen Auftritten, davon wiederum nur ein paar wenige im Vorprogramm von Drifter, wurde die Zeit bis zum nächsten Demo überbrückt. Dieses erschien im Januar 1988 und heißt nach dem Klammerzusatz des zweiten Titels Repression and Resistance. Die nochmals gestiegene Verkaufszahl von 500 Exemplaren, jedoch auch die persönliche Fürsprache des Produzenten Kalle Trapp, hatten maßgeblichen Anteil daran, dass endlich das Interesse des Labels Steamhammer geweckt wurde. Kurz nach Vertragsunterzeichnung ging es im März 1988 nach Münster in Trapps Karo-Musikstudios, um aus dem umfangreichen bisher komponierten Material ein Album zusammenzustellen. Auch die vier Lieder des jüngsten Demobandes fanden in überarbeiteter Fassung Eingang. Hinzu kamen ein älteres, umarrangiertes, neu betextetes und betiteltes Stück sowie zwei komplett neue Kompositionen, von denen Life Cycle sogleich zum Hauptanliegen und Titel des Albums wurde. Darin geht es um die gesellschaftliche Entwicklung im Technologie-Zeitalter. Die Coverzeichnung zeigt einen Computerschaltplan mit verbundenem menschlichen Herz und Gehirn. Das Album erschien am 1. Oktober 1988. Über die Verkaufsaussichten, genauer gesagt die zu befürchtende nicht vorhandene Kommerzialität, machte sich die Band nie Gedanken.
Im Sommer 1989 kriselte es im Bandgefüge. Weniger schlimm war dabei der Verlust des Proberaums, gravierender war, dass die stimmtechnische Entwicklung bei Franz Herde zu wünschen übrig ließ. Herde gab an, er sei beruflich zu eingespannt, um mit der Band Schritt halten zu können. Seine Bandkollegen hatten nämlich nebenher Lehrstunden gebucht und ihren künstlerischen Horizont erweitert, was sich in ihren neuen Kompositionen niederschlug. Im Oktober, als die Trennung von ihm durch die Metal-Presse ging, war der Konflikt gerade ausgestanden. Tatsächlich war eine Sängersuche angelaufen, die Musiker hatten aber die (nach eigenem Bekunden) „deprimierende“ Erfahrung gemacht, dass kein Bewerber zu ihnen passte. So wurde Herde gebeten, sich einem Studio-Test zu unterziehen, den er bestand, woraufhin er sich wieder in die laufenden Vorbereitungen zum Nachfolgealbum Steps einklinken konnte. Getätigt wurden die Aufnahmen von März bis April 1990 in einem Studio der Oberklasse am Ammersee.
Obwohl sich mit dem am 13. August erschienenen Steps die Wende zu einem wesentlich weniger harten Stil vollzog, war der Band wie den Kritikern klar, dass es entweder wie zuvor einer bedingungslosen Konzentrationsbereitschaft oder eines relaxten Sichfallenlassens bedarf, um das Werk genießen zu können. Die Gesamtverkaufszahl (Deutschland plus beliefertes Ausland) erreichte gerade eben die 10.000er-Marke. Eine anschließend geplante Tour fand nicht statt. Zuerst war Sieges Even für die erste Psychotic-Waltz-Tour vorgesehen gewesen, die aufgrund einer Verletzung abgesagt werden musste. Einzig das Konzert in Werl am 21. Juli 1991 konnte abgehalten werden. Dann wurde die Band beim Schachern um den Vorgruppen-Platz bei Fates Warning ausgebootet. Für höhere Tour-Investitionen war die um ihre Erlöse fürchtende Plattenfirma nicht bereit, weshalb letztendlich eine kleine schöpferische Pause eingelegt wurde. So kam es nur zu einem Testkonzert am 31. Januar 1991 in München. Nach knapp dreijähriger Live-Abstinenz vor reichlich, jedoch gespaltenem, Publikum wurde es durch technische Pannen gestört. Drei neue Lieder standen neben dem kompletten Steps-Repertoire auf dem Programm. Reif für eine Studioeinspielung waren sogar schon alle sechs „mittleren“ Stücke des nächsten Albums A Sense of Change.
Für das nächste Album setzt man das Vertrauen erneut auf Produzent Charlie Bauerfeind. Allerdings verlief die Studioarbeit mit Franz Herde nicht mehr zufrieden stellen. Markus Steffen gab dem Metal Hammer zu Protokoll: „Als wir die Gesangsparts zur neuen LP aufnahmen, war die gesamte Band der Meinung, daß es nicht das war, was es hätte sein können. Das hatte verschiedene Ursachen, Hauptgrund war aber, daß der Franz durch seinen Beruf ziemlich beansprucht wurde. Es gab deswegen aber keine Streitereien, er hat eben einfach nicht die Zeit gehabt, sich mit den Stücken zu beschäftigen. Wir mußten uns zu dem Zeitpunkt entscheiden und diese Entscheidung wurde auch von allen Seiten akzeptiert.“ Herde, der von seinem Arbeitgeber oft ins Ausland geschickt wurde, gab seine musikalischen Ambitionen gänzlich auf und zog sich in seine Heimatstadt Ingolstadt zurück.
Nachdem ein Versuch mit einer amerikanischen Sängerin gescheitert war, stieß die Bänd schließlich durch Zufall auf Jogi Kaiser. Der unbekannte, aber versierte Blues- und Jazz-Sänger aus dem Frankfurter Raum nahm seine Arbeit unvorbereitet in Angriff, improvisierte hier und da, aber stets im Sinne der anderen, und schon nach zwei Tagen war das Material eingesungen und tags darauf gemixt. Die Ankündigung, das Werk werde abermals anders klingen, erwies sich als richtig. Einige Assoziationen (insbesondere bezogen auf Rush) waren freilich wieder erkennbar, sodass man von der Weiterführung des eingeschlagenen Weges sprechen konnte. Besagter Weg würde jedoch, das deutete Steffen im Interview vorsichtig an, ohne Jogi Kaiser beschritten werden müssen. Der wollte nämlich stattdessen eine Musical-Karriere verfolgen. Doch auch Steffen selbst verließ im Sommer 1992 die Band. Er gab persönliche Gründe an und verwirklichte im Laufe der nächsten Jahre einige eigene Projekte, zum Beispiel brachte er 1999 das Audiobook Klassische Gitarre exclusiv heraus. Zudem betrieb er um das Jahr 2000 herum kurzzeitig das Kleinstlabel Calamus Records.

### Zwischenphase und vorübergehende Auflösung
Mit einem alten in Frankfurt wohnhaften Schulfreund überbrückten die Holzwarth-Brüder die ersten sechs Monate nach dem Split. Der gemäßigte Rock, auf den sie sich geeinigt hatten, genügte ihnen bald nicht mehr und sie engagierten in Wolfgang Zenk einen neuen Gitarristen. Da sich Jogi Kaiser bis Oktober 1993 bereit erklärte, bei Auftritten auszuhelfen, konnte man sich wieder an das „wahrhafte“ Sieges-Even-Dasein gewöhnen. Der zu diesem Zeitpunkt angehende Diplom-Mathematiker Zenk ist ausgewiesener Jazzliebhaber, gehörte dem Ensemble der europäischen Hair-Musicaltruppe an und gab professionellen Gitarrenunterricht am international angesehenen Münchner Gitarren–Institut (MGI München).
Nach erzwungener wie erfolgloser Labelsuche, die in der mäßigen Verkaufszahl von 7.000 Exemplaren des letzten Albums begründet war, wurde die nicht minder schwierige Sängersuche per gestreuter Annoncen intensiviert. Zunächst konnte keiner der Bewerber überzeugen. Manager Frank Hofmann nutzte seine weitläufigen Kontakte, um Ausschau nach einem freien Frontmann zu halten. Er traf den im Sauerland geborenen und in Köln ansässigen US-Amerikaner Greg Keller auf der Popkomm. Keller reagierte auf Hofmanns Vorschlag zunächst mit ungläubigem Staunen, erklärte sich dann jedoch bereit, es einmal zu probieren. Keller bewährte sich in Konzerten, woraufhin der Erlanger Mitschnitt zum Demomaterial aufbereitet wurde. Damit sollten Plattenfirmen von der Qualität der Band überzeugt werden. Um der Frustration wegen der Absagen ein Ende zu setzen, gründete der Bruder des Stammproduzenten Charlie Bauerfeind, Stefan Bauerfeind, der eine Konzertbuchungs- und Veranstaltungstechnik-Agentur betrieb, Ende 1994 das Label Under Siege Records. Für Anfang 1995 visierte die Band einen Studioaufenthalt an. Der Neuzugang umschrieb die Richtung des aufzunehmenden Materials als „Rockmusik mit einem betonten Funk-Beat in der Rhythmusgruppe“. Aus Sicht des Bassisten seien weniger Tempo-Wechsel bei weiterhin „komplexen Rhythmik- und Harmoniefolgen“ zu erwarten. Journalist und Band-Intimus Stefan Glas fasste seinen exklusiven Vorab-Höreindruck mit den Komparativen „lockerer, direkter“ zusammen.
Ins Studio ging es erst im Mai 1995. Das Album Sophisticated, zu dem verschiedene Musiker aus verschiedenen Musikgenres, darunter der vielseitige Heavens-Gate-Gitarrist Sascha Paeth, Keyboard-Einsätze beigesteuert hatten, erschien im Herbst 1995 zeitgleich mit den neuen Alben von zum Beispiel Iron Maiden, Savatage und Waltari, die höher bewertet wurden. Im August 1996 spielte die Band auf dem Wacken Open Air. Genau zwei Jahre nach Sophisticated, mittlerweile mit Kellers Bruder Börk als festem Keyboarder, folgte Uneven. Wieder einmal entfernte sich Sieges Even ein Stück vom Vorgängeralbum, diesmal trat, laut Greg Keller, eine metallische Härte hinzu. Im Vorprogramm ihrer Idole Emerson, Lake and Palmer (ein geplantes Album „Sieges Even spielt ELP“ kam nie zustande), von denen sie zur Return of the Manticore Tour eingeladen worden waren, stellten sich die Münchner im Juni/Juli 1997 einem breiteren Publikum vor. Im Herbst 1997 ereilte Börk Keller ein Hörsturz, der ihn zur Aufgabe zwang. Ob und gegebenenfalls welche anderen Widrigkeiten noch dazukamen, ist nicht bekannt, jedenfalls sanken die Bandaktivitäten gegen Null, bis im Oktober 1999 bekannt wurde, dass Sieges Even nicht mehr existierte.
Zwischen 1997 und 2005 hatte Oliver Holzwarth zeitweilig den Posten des Live-Bassisten der weitaus bekannteren und erfolgreicheren Power-Metal-Band Blind Guardian inne, während sein Bruder Alex Schlagzeuger der italienischen Shooting-Star-Power-Metaler Rhapsody war. Beide traten im Oktober 1999 der Würzburger Speed-Metal-Band Paradox bei (die Band-Auflösung wurde dadurch überhaupt erst bekannt). Wolfgang Zenk übernahm 1997 die Leitungsfunktion beim Münchner Gitarren-Institut und gründete 1999 die instrumentale Progressive-/Fusion-Band 7for4.

### Steffens Wiedereinstieg, Namenswechsel und endgültige Auflösung
Parallel zu den verschiedenen Betätigungen sprachen die Holzwarth-Brüder wieder mit Markus Steffen und probten auch wieder miteinander. Als man im Jahr 2000 vier Stücke mit Hilfe von Angra-Sänger Andre Matos eingespielt hatte, kam die Frage auf, unter welchem Namen man diese vorstellen wolle. Die Entscheidung fiel gegen „Sieges Even“ und für „Looking-Glass-Self“. Im Dezember 2002 stieß der ursprüngliche Schlagzeuger Arno Menses aus den Niederlanden, dem bisher nur Aufgaben als Background-Sänger zugefallen waren, zur Band. Die wichtige Anforderung, die Musik wirklich zu verstehen und gleichzeitig musikalisches Potential mitzubringen, erfüllte der jahrelange große Sieges-Even-Fan. Er sorgte im Januar 2003 für den Gesang auf zwei bereits aufgenommene Instrumentalspuren. Da ihnen der Name „Val'Paraiso“ aus dem Liedtitel The Val'Paraiso Dreaming vom Looking-Glass-Self-Demo besser gefiel, benannte sich die Band kurzerhand in diesen Namen um. Das neue Demo trug einen Looking-Glass-Self-Liedtitel (Footprints of Angels) und die Band trug einen (gekürzten) Looking-Glass-Self-Liedtitel, aber die Demo-CD von Val'Paraiso enthält weder das eine, noch das andere Looking-Glass-Self-Lied.
Immer noch dem Geiste und Charakter nach das alte Sieges Even, kehrten die Musiker Ende 2003 zu ihrem „Hauptnamen“ zurück und kündigten ihre Rückkehr im April 2004 auf dem auf Progressive Metal/Rock ausgerichteten Headway Festival in den Niederlanden an. Dort sollten sie quasi stilgerecht als Co-Headliner neben Watchtower auftreten. Außerdem sollte im Frühsommer ein weiteres Album eingespielt werden, für das der Titel schon ausgewählt war: The Art of Navigating by the Stars. Damit nicht genug der Erneuerung, denn nach dem Festival wurde Mike Möller, der sich mit dem Wunsch gemeldet hatte, die Geschicke der Band leiten zu wollen, offiziell deren Manager. Seiner Beharrlichkeit war es zu verdanken, dass mit InsideOut Music ein neues Label gefunden wurde. Ausgangspunkt war ein so genanntes Showcase in Frankfurt im Oktober 2004, bei dem allerdings niemand aus dem Umfeld der InsideOut-Beschäftigten persönlich anwesend war. Das Hörensagen über das Showcase, die Demo-CD mit den dort vorgestellten Liedern und der aus der Vergangenheit bekannte Name (wenngleich mit einem anderen Stil verbunden) trugen jeweils einen Teil zum Vertragsangebot bei.
The Art of Navigating by the Stars erschien im September 2005. Die Produktion unternahmen gemeinschaftlich die Bandmitglieder mit dem in der deutschen Metal-Szene umtriebigen Gitarristen Uwe Lulis (nach Grave Digger beispielsweise Accept). Dass auch Einfachheit reiz- und kunstvoll sein kann, hatten der Bandstamm und der Sänger jeder für sich im Laufe der Zeit feststellen können. So bezeichnet sich Menses rückblickend als „musikalischen Snob“, der später erst seine Liebe zum AOR entdeckte. Mit den mehrstimmigen Sätzen und der Melodiestimme von Kansas im Ohr entstanden durch sein Zutun wesentlich „transparentere“ und dadurch „konsumentenfreundlichere“ Lieder. Die Album-Besprechungen fielen zwar positiv aus, doch die Live-Performance, wie etwa bei einem Auftritt mit Deadsoul Tribe, musste noch Kritik einstecken. Nach demselben Erfolgsrezept wurde das diesmal von Kristian Kohlmannslehner co-produzierte Album Paramount angegangen und dann am 21. September 2007 veröffentlicht. Einen Monat später war die Band auf dem ProgPower Europe zu sehen. Im Oktober und November 2007 ging Sieges Even zudem mit Dreamscape auf Tournee, mit Auftritten in Deutschland, den Niederlanden, Österreich, Belgien und der Schweiz. Am 11. Mai 2008 spielte die Gruppe auf dem Rock Hard Festival. Am 25. Juli 2008 erschien das Livealbum Playgrounds, bevor im September 2008 zu lesen war, Sieges Even habe sich aufgrund interner Differenzen aufgelöst.
Steffen und Menses hatten einige Zeit zuvor bereits das Nebenprojekt Subsignal formiert, das nun ihre Hauptband wurde. Im Titel ihrer dritten CD Paraíso klingt noch einmal ihre Herkunft an. Die Holzwarth-Brüder waren ohnehin begehrte Musiker und fanden schnell beruflich Unterschlupf. Unter der Bezeichnung Brutal Godz spielten sie ab etwa 2010 wieder zusammen in einer Band.

“Sieges Even remain to date as one of the most important acts of the German and European progressive metal scene, with their albums A Sense of Change and The Art of Navigating by the Stars receiving, not unjustifiably, critical acclaim.”

„Sieges Even gilt bis heute als einer der wichtigsten Vertreter der deutschen und europäischen Progressive-Metal-Szene, deren Alben A Sense of Change und The Art of Navagation by the Stars – nicht unberechtigterweise – kritisch gewürdigt werden.“

## Stil

### Musik
Auf dem ersten Demo spielte Sieges Even noch mit Metal Church vergleichbaren Power Metal. Einen Hallows-Eve- und Nasty-Savage-ähnlichen Stil nahm die Band auf ihrem zweiten Demo auf. Erstmals kursierte hierfür die Bezeichnung „Techno-Progressive-Metal“ und als Orientierungshilfe der Stil von Watchtower. Sieges Even habe deren Eigenart und Spielniveau getroffen, gehe lediglich etwas schneller zu Werke. Bezüglich des dritten Demos schrieb Götz Kühnemund im Metal Hammer, es sei „eine völlig eigenständige Mischung aus Watchtower, Mekong Delta, Rush und Allan Holdsworth“. Heraus komme ein „komplizierte[r] Techno-Metal“. In der Rock Hard Enzyklopädie heißt es zu allen drei Demos, es sei technisch auf hohem Niveau angesiedelter Progressive Metal mit Anleihen aus Klassik und Jazz.
Life Cycle sei intelligenter Metal, wie es ihn seit der ersten Mekong-Delta-Platte nicht mehr gegeben habe, schwärmte Kühnemund. Watchtower und Hades hörte er wenig später heraus. Watchtower wurde vermehrt genannt. Ähnlichkeiten zu der texanischen Band gibt es nicht nur im musikalischen Bereich, sondern auch bei den Liedtiteln und der Covergestaltung. Eine schwierige Verschachtelung, „durch Thrashelemente gestrafft und mit erheblicher Härte versehen“, mache es dem Hörer schwer, einen Zugang zu finden, analysierte Matthias Herr.
Die auf das Wesentliche komprimierte Meinung zu Steps lautet: Schon zu Life Cycle-Zeiten gab die Band an, Rush zu mögen. Jetzt klang sie entsprechend. Und ein bisschen Fates Warning und ein Rest Watchtower sei auch dabei. Darüber hinaus falle eine Beschreibung schwer. Matthias Herr ist der Ansicht, es handele sich um ein der Avantgarde zuzurechnendes „Gesamtkunstwerk“. Damit stimmt er mit der Band überein, die von einem nirgends richtig zuordenbaren „Kunst-Gebilde“ sprach. Stefan Glas (Metal Hammer) meinte bei Veröffentlichung, Sieges Even setze „fast nicht nachvollziehbar[e]“ Ideen um.
Bei A Sense of Change bringe der neue Sänger Jogi Kaiser ein Gefühl und Verständnis für Jazz und Soul mit, dadurch habe Sieges Even den „goldenen Mittelweg zwischen ultraprogressivem und nachvollziehbarem Material gefunden“ und ein „50-minütiges Fuddel-Inferno“ vermieden, erklärte Axel Westrich auf underground-empire.com. Das Resultat erinnerte ihn an Grace Under Pressure von Rush. Der eher weniger gewordene Rush-Anteil wird von der Rock Hard Enzyklopädie begrüßt. Auf ganz andere Vergleiche verfiel die Zeitschrift Stereo, die Yes und Gentle Giant anführte. Oliver Holzwarth winkte umgehend ab: Man kenne deren Platten gar nicht. Die Einflüsse Sieges Evens kämen aus Klassik, Jazz und Heavy Metal. Zusätzlich nannte er Dancefloor. Gegenüber dem Metal Star wurde neben den drei Haupteinflüssen statt Dancefloor Funk angegeben.
Chris Glaub zeichnete 1992 eine Weltkarte stilverwandter Künstler mit Kanadas Rush, Englands (exakt wäre: Vereinigtes Königreich) Marillion/Fish, Amerikas Fates Warning und Dream Theater und eben Sieges Even auf Deutschland bezogen.
Sophisticated sei eine „Rückbesinnung auf straightere Klänge“, meint die Rock Hard Enzyklopädie. Trotz der alten Neigung zu Griffbrett-Eskapaden fand auch Stefan Glas in seinem Underground-Empire-Online-Magazin, dass es hier „straighter“ zugehe. Im Metal Hammer führte Matthias Mineur die „nuancenreicheren“ und „filigraneren“ Arrangements auf die beiden Neuen zurück. Im Rock Hard reihte Markus Müller, nachdem er in seiner Rezension die „Schublade Thrash, ob nun mit dem Präfix 'Techno' oder nicht“ für zu klein befunden hatte, im nachfolgenden Artikel die Stil-Bestandteile Metal, Funk, Jazz und Progressive Rock aneinander. Anstelle einer Stil-Kette formulierte Daniel Niewerth im Horror-Infernal in der Einleitung seiner Interview-Abschrift eine Liste der intelligentesten Heavy-Gruppen mit Fates Warning, Watchtower, Threshold und Sieges Even. Die ausgelassene, aber nach Verkaufszahlen bedeutendere, Band Dream Theater stellte er in seiner Sophisticated-Rezension explizit hinter Sieges Even.
Zum Gewinner im Vergleich mit Dream Theater erklärte Michael Rensen im Rock Hard auch Sieges Evens Uneven. Er stellte die Band auf die Stufe von Mekong Delta und neben allerlei stilistischen Einsprengseln machte er „völlig abgepfiffene Jazz-Metal-Infernos mit Cynic-Schlagseite“ aus. Insgesamt konstatierte er, ganz im Sinne von Greg Keller, eine lange unterdrückte metallische Härte.
Den Effekt, dass neue Mitstreiter Veränderungen im Klangbild bedingen, führt auch progarchives.com an, indem der Redakteur die zu einer songwriterischen Modernität führenden lyrischen Elemente auf The Art of Navigating by the Stars Arno Menses zuschreibt. Den Schwerpunkt der Veränderung sah Andreas Schöwe (Metal Hammer) eher auf dem rein instrumentalen Sektor: „Standen anno dazumal der technisch-handwerkliche Aspekt plus Rekordversuche, möglichst viele Noten, Breaks und Motivwechsel in eine Sekunde zu packen, im Vordergrund, kommt der Hörer heute durchaus ohne ein Studium der Musikwissenschaften aus, um den meist sieben- bis zehnminütigen Kompositionen mit Hochgenuss folgen zu können. Was wiederum nicht heißen soll, dass Kenner der Materie auf polyrhythmische Einlagen, Metrumverschiebungen und überraschende Wendungen in den Arrangements verzichten müssen – diese Markenzeichen sind immer noch vorhanden, werden heuer aber entschieden Song-orientierter als bisher üblich eingesetzt. Ergo: Wer Siebziger/Achtziger-Art Rock à la King Crimson und Jethro Tull, Prog Rock vom Formate Rush oder Spock’s Beard sowie Metal der Dream Theater-Kategorie – angereichert um diverse der Klassik und dem Jazz entlehnte Elemente – zu einem spannenden homogenen Ganzen verschmolzen erleben will, muss hier blindlings zugreifen.“ Heike Müller vom Eclipsed rechnete es ebenfalls Menses an, dass das Produkt songorientierter und melodischer ausgefallen ist, addierte aber folgende Selbstreflexion der Urmitglieder hinzu: „Wir haben zu viel auf einmal gespielt und darüber hinaus den roten Faden immer wieder verloren. Wir standen uns also selber im Weg. Das haben wir übrigens durchaus bewusst getan. Chaos war ein Stilelement, das zweifellos auch seinen musikalischen Reiz hatte – wir hatten damals den bescheidenen Anspruch, mit verkrusteten Einstellungen und Regeln zu brechen. Heute besteht unser Anspruch darin, mit diesen Einstellungen und Regeln zu spielen. Mit Arno haben wir uns neu erfunden, indem wir versuchen, harmonisch und rhythmisch daraus etwas Interessantes zu arrangieren.“
Paramount war dann eigentlich eine Fortsetzung ohne nennenswerte Veränderung. Gelobt wurden die Transparenz und die Eingängigkeit Insofern gilt das, was Stefan Glas anlässlich der letzten Veröffentlichung, des Livealbums Playgrounds, geschrieben hat, und zwar, dass Sieges Even zu Unrecht in weiten Kreisen als „steife Technikerband“ verschrien sei.

### Texte
Die Texte waren anfangs stark politisch. Markus Steffen scheute sich auch nicht, seine politische Meinung öffentlich zu vertreten. Ab der Steps wurden die Texte „verklausolierter, teilweise auch metaphorisch“. Mit dem Zugang von Greg Keller nahm man auf dessen Wunsch die Abgehobenheit wieder zurück und wurde klarer in den Aussagen, die sich um „profane Themen“ rankten. Die späteren Texte hatten vor allem den Anspruch, mit der Musik zu harmonieren. Dem Hörer sollte dabei keine Botschaft eingeimpft werden. Markus Steffen im Originalton: „‚Hey, wir haben hier eine ganz wichtige Botschaft für euch!‘ So wie bei U2, wo Bono Ähnliches praktiziert. Mich persönlich stößt sowas nur ab. Text und Musik müssen miteinander kommunizieren, klanglich und verbal ein Bild ergeben, ohne aufdringlich zu wirken. Der Hörer muss die Möglichkeit haben, auch eigene Bilder in seinem Kopf zu entwickeln. Ich weiß zwar nicht, ob mir diese Absicht gelingt, aber ich versuche es zumindest.“

## Diskografie
- 1986: Symphonies of Steel (Demo)
- 1987: Bootleg Kassette 1987 (Demo)
- 1988: Repression and Resistance (Demo)
- 1988 Life Cycle (Album, Steamhammer)
- 1990: Napalm Vs Sieges Even (Split-Album mit Napalm für den japanischen Markt, Steamhammer)
- 1990 Steps (Album, Steamhammer)
- 1991 A Sense of Change (Album, Steamhammer)
- 1995 Sophisticated (Album, Under Sieges Records)
- 1997 Uneven (Album, Under Sieges Records)
- 2005 The Art of Navigating By the Stars (Album, InsideOut Music)
- 2007 Paramount (Album, InsideOut Music)
- 2008 Playgrounds (Livealbum, InsideOut Music)

als Sodom
- 1983: Demo (Demo)

als Looking-Glass-Self
- 2000: Equinox (Demo)

als Val'Paraiso
- 2003: Footprints of Angels (Demo)